# Гвалдо (Лука)
Гвалдо (итал. Gualdo) је насеље у Италији у округу Лука, региону Тоскана.
Према процени из 2011. у насељу је живело 109 становника. Насеље се налази на надморској висини од 338 м.